# Олдржих Пелчак
Олдржих Пелчак (на чешки: Oldřich Pelčák) е космонавт на Чехословакия.
Завършил е Военновъздушната акедемия „Гагарин“ в Москва.
През 1976 г. е избран за дублиращ космонавт на Владимир Ремек за полета „Союз 28“. Те са първите космонавти, които не са граждани нито на СССР, нито на САЩ. Остава само дубльор на Ремек и не е летял в Космоса.
Достига до звание полковник във Въоръжените сили на Чехия.